# The Brave and the Bold
The Brave and the Bold (engl. "Die Mutigen und die Kühnen") (abgekürzt: TBatB, BaB) ist der Titel eines Comicmagazin, das der US-amerikanische Verlag DC-Comics zwischen August 1955 und Juli 1983 veröffentlichte.

## Konzept
Das Magazin war in den ersten fünf Jahren des Bestehens (bis zur Jubiläumsausgabe #50) als eine sogenannte "Anthologie-Reihe" angelegt, das heißt anstatt sich auf ein festes Konzept zu konzentrieren und dieses in jeder neuen Ausgabe weiter fortzuführen, präsentierte "The Brave and the Bold" praktisch von Ausgabe zu Ausgabe wechselnde Inhalte. Anstatt sich einer bestimmten, in jeder Ausgabe wiederkehrenden, Figur oder Gruppe von Figuren zu widmen, schilderte jedes Heft Geschichten um andere Charaktere: Allenfalls zwei- bis dreiteilige Fortsetzungsgeschichten die innerhalb von aufeinanderfolgenden Ausgaben der Reihe abgehandelt wurden kamen vor, die dauerhafte "Monopolisierung" der Reihe durch ein spezielles Konzept hingegen nicht. Während in den ersten vierundzwanzig Ausgaben überwiegend Reprisen klassischen Abenteuer- und Fantasy-Stoffe in Comic-Form dargeboten wurden (Robin Hood, Silent Knight, Viking Prince), nutzte DC die Reihe beginnend mit der Ausgabe #25 vermehrt als "Experimentierforum" um die Popularität neuer Figuren und Konzepte bei den Lesern anzutesten: Wenn diese sich als beliebt erwiesen, erhielten sie nach zwei bis drei Ausgaben als Feature in "The Brave and the Bold" eigene Reihen, während "TBatB" sich einem neuen Stoff zuwendete, wenn sie vom Publikum nicht angenommen wurden, verschwanden sie aus "TBatB" ohne in anderen Reihen Fortsetzung zu finden.
In den frühen 1960er Jahren ging der DC-Verlag schließlich dazu über, "The Brave and the Bold" als eine "Team-Up"-Reihe zu benutzen, in der verschiedene Figuren im Besitz des Verlages, die normalerweise ihre Abenteuer sowohl medial (in verschiedenen Serien) als auch inhaltlich (eigene, voneinander gesonderte Settings) getrennt voneinander erlebten, zusammengebracht wurden, um gemeinsame Abenteuer zu bestreiten. Dabei wurde sie Serie insbesondere in ihren späten Jahren zu einer "Batman-Team-Up"-Serie, in der die Figur des Batman, dem damals beliebtesten Charakter im Besitz von DC ein quasi fester Bestandteil des Heftes wurde, der in nahezu jeder Ausgabe als die eine Hälfte einer aus zwei oder mehr Charakteren bestehenden Paarung von Figuren auftrat, während lediglich die ihm zur Seite gestellten Figuren von Ausgabe zu Ausgabe wechselten.
Nachdem das Magazin 1983 eingestellt wurde, wurde der Titel in den 1990ern verschiedentlich, hommagehaft als Titel verschiedener Miniserien benutzt, lag ansonsten aber gewissermaßen "brach", bis die Serie 2007 mit einer neuen Nr. #1 wiederaufgenommen wurde. 2005 wurde eine "Archive Edition" veröffentlicht, die die ersten Ausgaben der Serie reprintet.
Das Konzept – das Zusammenbringen normalerweise voneinander getrennter Figuren im Besitz des Verlages um gemeinsame Abenteuer zu erleben – blieb dasselbe. Vorläufiger Stammautor der Reihe ist der Amerikaner Mark Waid, Stammzeichner der ersten Story-Arcs der Künstler George Pérez.

## Inhalt
Zu den bekannten Figuren und Konzepten die ihr Debüt in "The Brave and the Bold" erlebten, während die Serie als Testballon zur Erprobung der Erfolgstüchtigkeit neuer Ideen diente gehörten unter anderem: Cave Carson (#31), die Justice League of America (#28), Haunted Tank (#52) die Teen Titans (#54), Metamorpho (#57) und Nemesis (#166).
Einflussreiche Geschichten sind enthalten in den Ausgaben #28-30 (Justice League of America), 34-36 und 42-44 (Hawkman), #50 (Green Arrow), #57-58 und 66 und 68 (Metamorpho). In den Ausgaben #59, #64, 67-71 und 74-200 der ersten Serie finden sich "Batman Team-Ups".

## Mitwirkende Künstler
Unter den Zeichnern die im Laufe der Jahre an The Brave and the Bold arbeiteten ragen besonders die Amerikaner Neal Adams und Jim Aparo hervor, die große Teile der Serie gestalteten. Von den Autoren die an dem Titel arbeiteten sind unter anderem Len Wein und Dennis O’Neil zu nennen.

## Auszeichnungen
Die erste "TBatB"-Reihe wurde mehrfach mit dem Alley Award, einem der bedeutendsten Preise der amerikanischen Comicindustrie ausgezeichnet: 1962 prämierten die Juroren das von Joe Kubert gezeichnete Cover (Titelblatt) der Ausgabe #42 mit dem Alley Award für das beste Cover des vergangenen Jahres. 1965 erhielt das von Murphy Anderson gezeichnete Cover der Ausgabe #61 den Preis in derselben Kategorie und 1968 die in Ausgabe #79 erschienene, von Bob Haney verfasste und von Neal Adams gezeichnete Geschichte "Track of the Hook", die von dem Gespenst Deadman handelt, die Auszeichnung für die beste "Full-Length Story". 